# Льюис, Майкл (писатель)
Майкл Монро Льюис (англ. Michael Monroe Lewis, 15 октября 1960 года) — американский писатель и финансовый журналист. Автор 13 книг, среди которых такие бестселлеры, как «Покер лжецов» и «Большая игра на понижение. Тайные пружины финансовой катастрофы». Постоянный автор The New York Times Magazine, Vanity Fair, Slate и Bloomberg.

## Биография
Майкл Льюис родился в Новом Орлеане в семье корпоративного юриста Дж. Томаса Льюиса (англ. J. Thomas Lewis) и общественной активистки Дианы Монро Льюис (англ. Diana Monroe Lewis).
Льюис окончил колледж Исидоры Ньюман (англ. Isidore Newman School), Новый Орлеан. Затем учился в Принстонском университете, который и окончил в 1982 году, получив степень бакалавра в области истории искусств.
В 1985 году получил степень магистра по экономике в Лондонской школе экономики.
После окончания Лондонской школы экономики пять лет работал трейдером в Salomon Brothers. Опыт работы трейдером Льюис описал в своей первой книге «Покер лжецов» (1989), сменив карьеру в сфере финансов на работу журналиста и писателя. Майкл Льюис пишет о политике и финансах для таких изданий, как The Spectator, The New York Times Magazine, The New Republic, Vanity Fair, Slate, The Wall Street Journal и Bloomberg, а также работает в качестве внештатного преподавателя в Калифорнийском университете в Беркли.
1 апреля 2014 года Льюис выпустил новый бестселлер под названием «Быстрые мальчики» («Flash Boys: A Wall Street Revolt»), в которой исследовал тему высокочастотной торговли. В интервью телеканалу CNBC автор утверждал, что «фондовый рынок США, который считается иконой глобального капитализма, на самом деле является аферой, состоящей из комбинации фондовых бирж, крупных банков и высокочастотных трейдеров».

## Основные произведения
- 1989 — «Покер лжецов». Первая книга Майкла Льюиса (62 недели в списке бестселлеров The New York Times) — это взгляд изнутри на карьеру в инвестиционном банке в 1980-е[4].
- 2010 — «Большая игра на понижение. Тайные пружины финансовой катастрофы» — книга о предпосылках и развитии ипотечного кризиса в США в 2000-е годы, главными героями которой стали те, кто сумел заработать на кризисе. «Большая игра» стала бестселлером The New York Times (28 недель)[7] и вошла в списки лучших книг по версии The Economist[8], Bloomberg[9] и Amazon.com[10]. Экранизирована в 2015 году.

## Личная жизнь
Майкл Льюис трижды женат. Первый раз (1985 год) на Диане де Кордова Льюис (англ. Diane de Cordova Lewis), второй — на бывшем корреспонденте CNBC Кэйт Бонер (англ. Kate Bohner), в третий (4 октября 1997 года) — на бывшем репортере MTV Табите Сорен (англ. Tabitha Soren). У пары трое детей: две дочери Куинн Таллула Льюис (род. 1999) и Дикси Льюис (род. 2002) и сын Уолкер Джек Льюис (род. 2007). Проживает семья в Беркли, Калифорния.
21 мая 2021 года 19-летняя дочь Льюиса Дикси погибла в автокатастрофе, вместе со своим парнем Россом Шульцем.

## Сочинения
- Going Infinite: The Rise and Fall of a New Tycoon[англ.]. — New York : W. W. Norton & Company, 2023. — ISBN 978-1-324-07433-5.
- The Premonition: A Pandemic Story. — New York : W. W. Norton & Company, 2021. — ISBN 978-0393881554.
- Playing to Win. — New York : Audible, 2020.
- The Fifth Risk[англ.]. — New York : W. W. Norton & Company, 2018. — ISBN 978-1-324-00264-2.
- The Undoing Project: A Friendship that Changed Our Minds[англ.]. — New York : W. W. Norton & Company, 2017. — ISBN 978-0-393-25459-4.
- Boomerang: Travels in the New Third World (англ.). — New York: W.W. Norton & Co., 2011. — ISBN 978-0393081817.
- The Big Short. — New York: W.W. Norton & Co., 2010. — ISBN 0-393-07223-1.
- Home Game: An Accidental Guide to Fatherhood (англ.). — New York: W.W. Norton & Co., 2009. — ISBN 0-393-06901-X.
- Panic: The Story of Modern Financial Insanity (англ.). — New York: W.W. Norton & Co., 2008. — ISBN 0-393-06514-6.
- The Real Price of Everything: Rediscovering the Six Classics of Economics (англ.). — New York: Sterling Publishing[англ.], 2008. — ISBN 1-4027-4790-X.
- The Blind Side: Evolution of a Game. — New York: W.W. Norton, 2006. — ISBN 0-393-06123-X.
- Coach: Lessons on the Game of Life. — New York: W.W. Norton, 2005. — ISBN 0-393-06091-8.
- Moneyball: The Art of Winning an Unfair Game (англ.). — New York: W.W. Norton, 2003. — ISBN 0-393-05765-8.
- Next: The Future Just Happened. — New York: W.W. Norton, 2001. — ISBN 0-393-02037-1.
- The New New Thing: A Silicon Valley story (англ.). — New York: W.W. Norton, 2000. — ISBN 0-393-04813-6.
- Trail Fever. — New York: A.A. Knopf, 1997. — ISBN 0-679-44660-5.
- The Money Culture. — New York: W.W. Norton, 1991. — ISBN 0-393-03037-7.
- Pacific Rift. — Knoxville, Tennessee: Whittle Direct Books, 1991. — ISBN 0-9624745-6-8.
- Liar's Poker: Rising through the Wreckage on Wall Street (англ.). — New York: W.W. Norton, 1989. — ISBN 0-393-02750-3.

### Изданные на русском языке
- Flash Boys: Высокочастотная революция на Уолл-стрит = Flash  Boys A Wall Street Revolt. — М.: Альпина Паблишер, 2015. — 348 с. — ISBN 978-5-9614-4789-7.
- MoneyBall. Как математика изменила самую популярную спортивную лигу в мире = Moneyball: The Art of Winning an Unfair Game. — М.: Манн, Иванов и Фербер, 2013. — 464 с. — ISBN 978-5-91657-854-6
- Бумеранг: Как из развитой страны превратиться в страну третьего мира = Boomerang: Travels in the New Third World. — М.: Альпина Паблишер, 2013. — 246 с. — ISBN 978-5-9614-2273-3.
- Большая игра на понижение. Тайные пружины финансовой катастрофы = The Big Short: Inside the Doomsday Machine. — М.: Альпина Паблишер, 2011. — 288 с. — ISBN 978-5-9614-1491-2.
- Покер лжецов = Liar's Poker. — М.: Олимп-Бизнес, 2008. — 384 с. — (Люди и деньги). — ISBN 978-5-9693-0114-6.
- Next. Будущее уже началось. Как Интернет изменил бизнес и мир = Next: the Future Just Happened. — М.: Крылов, 2004. — 272 с. — (VIP-консультирование). — ISBN 5-94371-652-1.
- Новейшая новинка. История Силиконовой долины = The New New Thing: A Silicon Valley Story. — М.: Олимп-Бизнес, 2004. — 384 с. — ISBN 5-901028-70-8.

## Фильмография
- 1998 — Переходя на личности (англ. Getting Personal). Сценарист, продюсер.
- 2003 — Los jornaleros. Сценарист.
- 2009 — Невидимая сторона (англ. The Blind Side). Сценарий основан на книге Майкла Льюиса «The Blind Side: Evolution of a Game».
- 2011 — Человек, который изменил всё (англ. Moneyball), сценарий по книге «Moneyball: The Art of Winning an Unfair Game».
- 2015 — Игра на понижение, сценарий фильма основан на книге «Большая игра на понижение. Тайные пружины финансовой катастрофы».

Майкл Льюис также снял четырехсерийный документальный фильм для BBC о влиянии Интернета на общество.